# Santa Eugènia de Berga
Santa Eugènia de Berga è un comune spagnolo di 1 973 abitanti situato nella comunità autonoma della Catalogna.